# Piotr Flin
Piotr Flin (ur. 11 marca 1945 w Krakowie, zm. 1 września 2018) – polski astronom, doktor habilitowany nauk fizycznych.

## Życiorys
Był synem Zygmunta i Stefanii z d. Juer.
W 1963 ukończył III Liceum Ogólnokształcące im. Jana Kochanowskiego w Krakowie. Na Uniwersytecie Jagiellońskim odbył studia z zakresu astronomii (1963–1968) i fizyki (1969–1972). W 1976 doktoryzował się na uczelni macierzystej. W 1991 uzyskał stopień doktora habilitowanego nauk fizycznych w zakresie astronomii na Uniwersytecie Mikołaja Kopernika w Toruniu na podstawie pracy Testowanie teorii powstawania galaktyk.
Był nauczycielem fizyki w Technikum dla Pracujących w Nowej Hucie (1970–1974) oraz w Liceum Ogólnokształcącym im. Jana Matejki w Wieliczce (1990–1992). W latach 1988–1989 pracował jako informatyk i kierownik filii firmy Vigor.
Od 1968 do 1988 był pracownikiem Obserwatorium Astronomicznego Uniwersytetu Jagiellońskiego. Następnie podjął pracę jako starszy wykładowca Ośrodka Badań Interdyscyplinarnych przy Wydziale Filozofii Papieskiej Akademii Teologicznej w Krakowie (1988–1991). W latach 1992–1995 kierował Pracownią Fundamentalnych Problemów Fizyki w Wyższej Szkole Pedagogicznej w Krakowie. W latach 1998–2000 był wykładowcą Papieskiej Akademii Teologicznej w Krakowie.
Od 1993 był profesorem Wyższej Szkoły Pedagogicznej w Kielcach, przekształconej następnie w Akademię Świętokrzyską i Uniwersytet Jana Kochanowskiego. W 1995 objął kierownictwo Zakładu Astrofizyki w Instytucie Fizyki na Wydziale Matematyczno-Przyrodniczym. Na kieleckiej uczelni zainicjował powstanie oddanych do użytku w 2003 obserwatorium i planetarium. Odkrytą w 2010 planetoidę (296987) Piotrflin nazwano jego imieniem i nazwiskiem.
5 stycznia 2015 wystąpił wraz z Jerzym Vetulanim, Janem Güntnerem i Krystyną Styrną w Piwnicy pod Baranami w spektaklu Koniec świata. Wizje świętego Ildefonsa, czyli Satyra na wszechświat wg scenariusza Jana Güntnera.
Zmarł 1 września 2018. Pochowany został 5 września na cmentarzu Rakowickim.